# Zdeněk Pilát
Zdeněk Alois Pilát (10. července 1910 Protivín – 17. prosince 1996 Praha) byl československý konstruktér motorů a automobilů.

## Mládí a studia
Jeho otcem byl František Pilát, kancelářský výpravčí v pivovaru Protivín, matkou Paulina roz. Jiránová. Bydlel v Protivíně č.p. 149, ale v mládí trávil volný čas v nedalekých garážích protivínského pivovaru. Po absolvování Vyšší průmyslové školy v Praze-Smíchově absolvoval základní vojenskou službu. Jeho konstrukční činnost začala během vojenské služby, když po absolvování vojenské letecké školy zkonstruoval ve Vojenském leteckém ústavu (dnes VZLÚ) tři nové typy leteckých motorů. Přepracoval také stíhací letoun Avia Ba-33 slavného leteckého akrobata Jána Ambruše pro vyšší akrobacii a lety v obrácené poloze (vzhůru nohama).
Po vojně nastoupil jako konstruktér do Akciové společnosti Walter, továrny na automobily a letecké motory, kde však byl poměrně krátce. Při zaměstnání začal studovat strojní inženýrství na ČVUT, ale studium vzhledem k uzavření vysokých škol v roce 1939 nedokončil.
Zdeněk Pilát ve věku 72 let obhájil na ČVUT kandidátskou disertační práci "Soubor vlastních původních projekčně-konstrukčních řešení v oboru automobilů a leteckých motorů", za níž mu byl udělen titul kandidáta technických věd. Navíc byl oceněn strojní fakultou ČVUT, když získal titul kandidáta věd (CSc.), čestným titulem Ing. h.c.

## Letecký motor Jawa 1000
V roce 1935 nastoupil do Zbrojovky ing. Františka Janečka (Jawa) jako vedoucí studijního oddělení leteckých motorů. Po nástupu pracoval ve zkušebně, postavené výhradně pro vývoj leteckého motoru. Za základ byl vzat nedokončený projekt motoru Walter Libella, který Pilát zkonstruoval ještě u "Waltra" v Jinonicích. Jawa odkoupila podklady a Pilát pokračoval v práci. Výsledkem byl sportovní letecký motor s reduktorem, který měl téměř dvojnásobný výkon (26 kW/36 k, po úpravách až 31 kW/41,5 k při 4000 ot/min, po redukci 2000 ot/min) ve srovnání s jinými českými i zahraničními sportovními motory. V té době vyráběný plochý dvouválec Walter Atom o zdvihovém objemu 1090 cm³ měl výkon 18,4 kW/25 k.

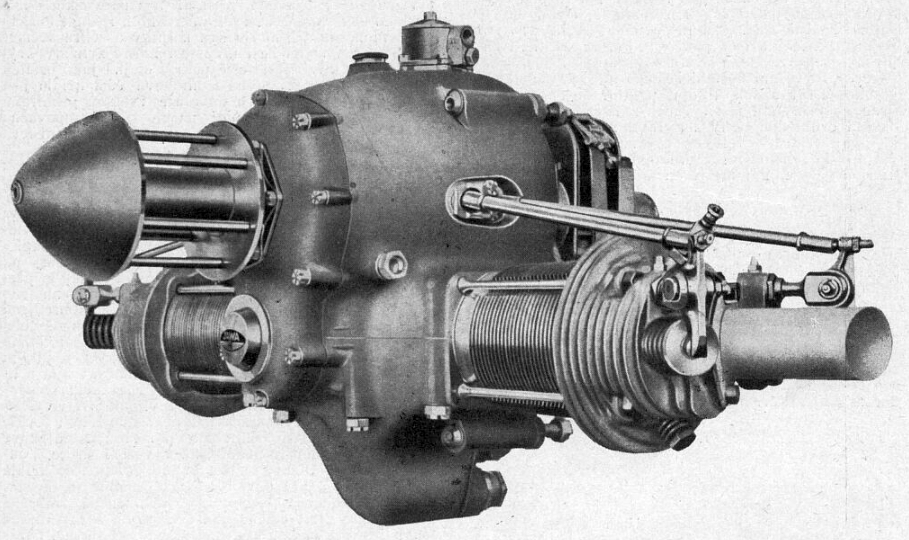
Dvouválcový letecký motor Jawa 1000 Zdeňka Piláta (1936)

Dvouventilový vzduchem chlazený čtyřtaktní dvouválec měl při vrtání ø 84 mm a zdvihu 90 mm objem válců 998 cm³. Každý válec měl samostatný karburátor Amal s výškovou regulací vzduchu jako korektorem. Řízení plynu a předstihu zapalování se provádělo společnou páčkou, druhá páka ovládala korektor. Plyn se tedy ovládal pedálem, tak aby zapalování a výšková regulace směsi mohly být ovládány z pilotova sedadla. Zapalování Bosch, svíčky Lodge. Palivo bylo přiváděno ke karburátorům čerpadlem instalovaném na motoru. Mazání s olejovým filtrem bylo tlakové se suchou skříní. Olejová nádrž o objemu 2,5 litru byla umístěna v horní části skříně. Hmotnost motoru s vrtulovou hlavou, dvěma karburátory, palivovým čerpadlem a startérem činila přibližně 39 kg. Motor byl vybaven tlakoměry a dálkovým teploměrem. Zapalovací magneto se nacházelo na hřídeli vrtule. Aby motor byl co nejkratší, měl reduktor ozubené dvoukolí s čelním ozubením. První kolo bylo na zadním konci klikového hřídele a pohánělo druhé ozubené kolo na vrtulovém hřídeli. Tento hřídel nepoháněl jen magneto zapalování, ale také vačkový hřídel. Agregát byl sice vyšší, ale především kratší, což je při stavbě letadel rozhodující. Pozoruhodné bylo, že motor vážil jen 39 kg. Bylo toho dosaženo, kromě jiného, elektronovým odlitkem skříně motoru.
Pilát svůj motor Jawa 1000 neustále vylepšoval a testoval, až se dostal do situace, kdy jeho lehký letecký vzduchem chlazený dvouválec s protilehlými písty (boxer) představoval ve své době špičku mezi evropskými motory své třídy. Motor měl několik originálních prvků: tlumič vibrací na vrtulovém náboji, suchou skříň, výfuková hrdla vlastní konstrukce a jako první motor toho druhu vestavěný spouštěč. Motor však nikdy nevzlétl, přestože byl vystavován v roce 1936 na jarním veletrhu v Praze a na letecké výstavě ILIS ve Stockholmu. Ač nikdy nedošlo k sériové výrobě, vývojová kancelář Zdeňka Piláta ukázala schopnost svých konstruktérů. Namísto výroby leteckého motoru byl konstruktér Pilát přeřazen ing. Františkem Janečkem na konstrukční práce k výrobě nového malého automobilového motoru, původní konstrukce Jawa. Tento letecký motor Jawa 1000 byl vystaven na výstavě v NTM Praze v roce 1999 k 70. letům Jawy a také od 27. listopadu 2019 do 31. července 2021 na výstavě "Fenomén JAWA aneb Jawa, jak ji neznáte" k 90. výročí činnosti českého nejvýznamnějšího motocyklového výrobce.
Za II. světové války byl nasazen v pražské, konstrukční kanceláři berlínské, motorářské firmy Argus Motorenwerke A.G.

## Osobní automobil Lidovka

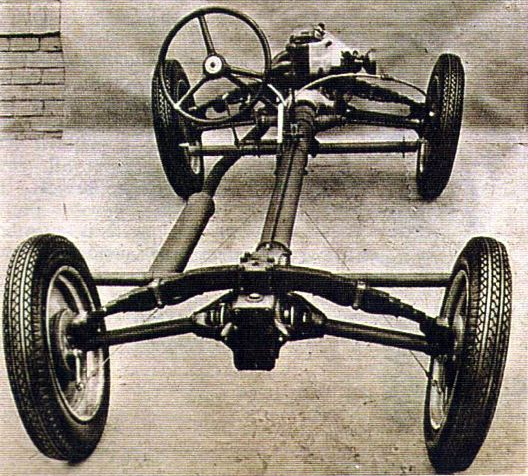
Lidovka 500, podvozek (1946)

Zdeněk Pilát navrhl, nedlouho po zahájení výroby automobilu Jawy 700 (1934), první prototyp automobilu Jawa Minor. Opět to měl být lidový vůz jako Jawa 700 s jednoduchým dvoutaktním motorem pohánějícím přední kola s motorem napříč před přední nápravou. Navíc navrhl motor s převodovkou před přední nápravou a zcela mimo osu vozidla. Ze dvou připravených prototypů byl nakonec pro sériovou výrobu (1937) vybrán konvenčněji řešený vůz konstruktéra ing. Rudolfa Vykoukala. Spíše z obav z neznámého tak byl vyřazen druhý prototyp ambiciózního Zdeňka Piláta a jeho spolupracovníka Vojtěcha Pokorného. Avšak jeho návrhy konstrukce podvozku a přední hnací nápravy byly na automobilu Jawa Minor použity. Poprvé vyřešil regulaci vstřikování lehkého paliva pomocí prostorové vačky (1939).
Myšlenky na "svůj" automobil se však nevzdal. Již v roce 1939 začal konstruovat malý osobní automobil Lidovka 500. K pohonu použil dvoudobý vzduchem chlazený dvouválec DKW 500 LT, který se ukazoval jako vhodnější než motor z Minora. V roce 1943 byl hotov podvozek schopný jízdy, ale karosérie vznikla až po válce za pomoci Tatry Kopřivnice, kde byl tehdy zaměstnán. V servisu tzv. chytrovně Jawa, pod ochranou ing. Rudolfa Vykoukala, zůstával agregát vozu ukryt během protektorátu. Za války spolupracoval s ing. Vykoukalem na tajné konstrukci vozu Jawa Minor II, po válce vyráběném jako Aero Minor.
Jan Anderle měl za protektorátu také rozpracováno avantgardní vozidlo, tzv. Dálníka. Anderle měl k dispozici stacionární dvouválec DKW chlazený vzduchem, s hnaným ventilátorem. A protože mu to moc nevyhovovalo a naopak Pilát potřeboval něco menšího než motor z Minora, oba si motory vyměnili. Anderle i Pilát v průběhu války dokázali své představy realizovat a obě konstrukce – Anderlův Dálník i Pilátova Lidovka – znamenaly významný krok v oboru. Pilátova konstrukce přinesla dvě světová prvenství: především tento vůz byl přímým předchůdcem celé poválečné éry malých automobilů stejné kategorie s dvouválcovým, vzduchem chlazeným motorem o zdvihovém objemu kolem 500 cm³ (Citroën 2CV, Fiat 500, Steyr-Puch 500, Lloyd 300 a Trabant) a na straně druhé uspořádání s motorem vpředu, který byl spojen nosnou páteřovou rourou a lehkým spojovacím hřídelem se společnou skříní převodovky a rozvodovky hnané zadní nápravy (transaxle).

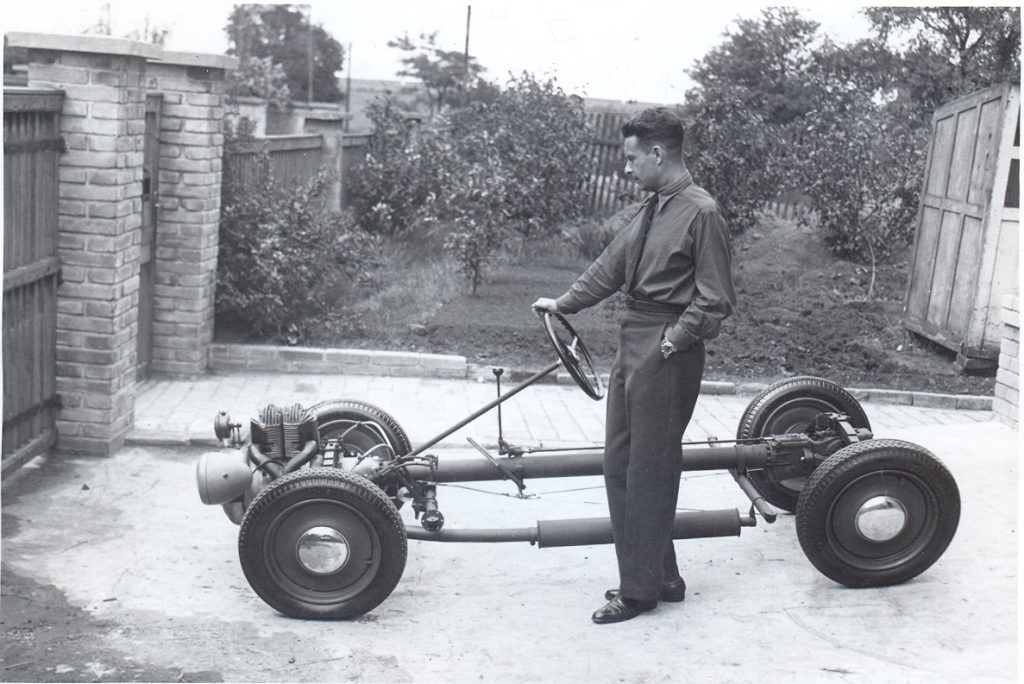
Zdeněk Pilát a podvozek vozu Lidovka 500 (1948)

Malé vozidlo Lidovka s vzduchem chlazeným dvoudobým řadovým dvouválcem DKW LT o zdvihovém objemu 498 cm³ (vrtání ø 68 mm, zdvih 68,5 mm) dosahovalo výkonu 11 kW/15 k při 3500/min a ve spojení s třístupňovou převodovkou (3+Z) dokázala jet rychlostí 90 až 100 km/h. Spotřeba na sto kilometrů se pohybovala mezi 4,5 až 5 litry benzinu. Zapalování startérem bateriové 6V/45 Ah s dynamostartérem. Dvoudveřový dvoumístný kabriolet (připomínající svým tvarem "Brouka" od Volkswagenu) měl motor vpředu a pohon zadních kol. Motor byl umístěn před přední nápravou. Karburátor Solex se samočinným čističem a vzduchovým filtrem. Pérování vpředu/vzadu dvěma příčnými listovými péry. Brzdy vpředu i vzadu mechanické. Všechna čtyři kola rozměru 4,00/15" byla nezávisle zavěšena.
Karosérie byla dokončena v Tatře Kopřivnice v roce 1949. Dvoumístný automobil měl hmotnost 475 kilogramů, samotný podvozek o délce necelých tří metrů vážil 250 kg. Rozchod kol vpředu 1100, vzadu 1080 mm, rozvor 2000 mm. Vozítko mělo ostřikovače předního skla, i teplovzdušné topení a dokonce lůžkovou úpravu. Byť se to nezdá, tak za předními sedadly byl úložný prostor o objemu 320 litrů popř. místo pro nouzové 3. sedátko. Vnější rozměry Lidovka 500 měla: délka 3100, šířka 1280, výška 950 mm s otevřenou karoserií. Byl postaven jediný exemplář tohoto lidového vozu. V roce 1948 byl podvozek automobilu vystaven na Výstavě lidových vozítek (mj. rovněž Dálník Jana Anderleho, Minicar Rudolfa Vykoukala), kterou uspořádal Autoklub RČs. v Praze a kde Lidovka získala druhé místo. Zdeněk Pilát obdržel Čestné uznání Autoklubu RČs. a peněžitou odměnu 6 000 Kč. V 50. letech byl již kompletní automobil přihlášen do soutěže Světa motorů o "lidový automobil". Tato soutěž byla velmi sledována a soutěžilo v ní cca 20-30 návrhů, mj. vč. prototypu Velorexu (původně OS-KAR, přesmyčka "kára na ose").

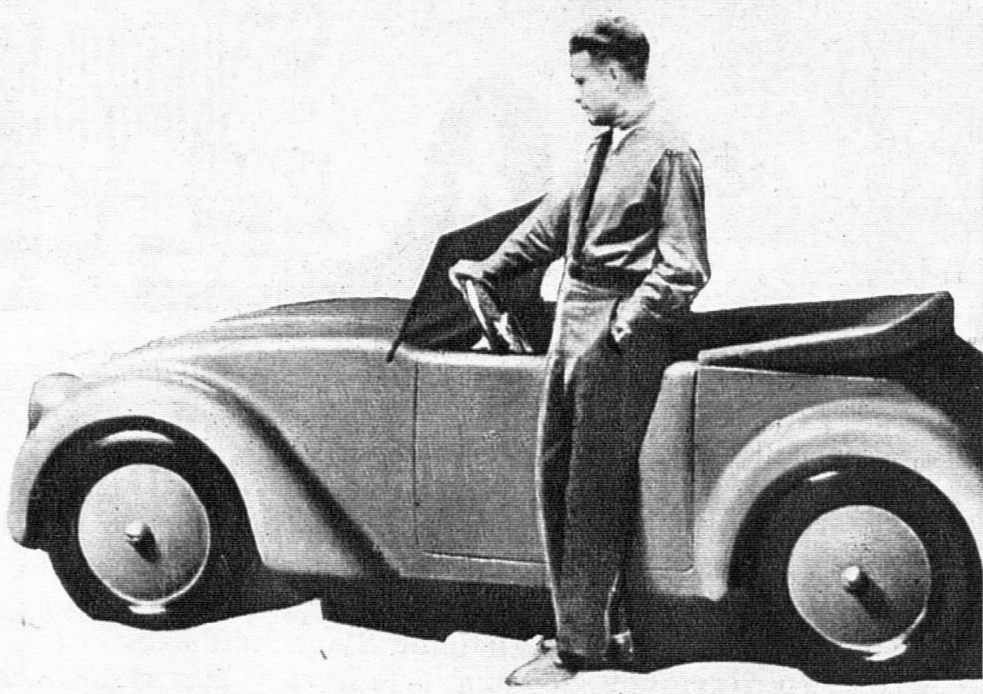
Lidovka 500, fotomontáž s tvůrcem a s dřevěným modelem 1:10 (1946)

Lidovka byla optimálním vozítkem, které mohlo těsně po válce motorizovat celé Československo. Jeho řešení transaxle s motorem vpředu a převodovkou vzadu propojenou spojovacím hřídelem, se znovu objevilo až po dalších desetiletích na vozech Porsche, kde tento systém byl použit na typech Porsche 924, 928 a 944. Nicméně už tenkrát byla tato koncepce životaschopná. Vůbec poprvé se přitom nápad na eliminaci kardanu a jeho nahrazení jednodušším spojovacím hřídelem objevil na papíře již koncem 30. let, do vývoje však zasáhla druhá světová válka a okupace tehdejšího Československa.
Pilát po válce nabídl Lidovku k výrobě českým automobilkám Aero, Jawa, Walter, Praga, Z, Škoda, Tatra, předběžný zájem projevila i firma Baťa, pro kterého tehdy pracovala Eliška Junková. Ta si toto vozítko měla i osobně vyzkoušet. Od tehdejších, československých menších vozů (Škoda Popular, Jawa Minor) se Lidovka lišila hlavně 40 – 50 % úsporou materiálu při výrobě, asi 40% úsporou gumy na výrobu pneumatik, asi 30 – 50 % úsporou pohonných látek a mazadel.
Jenže továrny byly v letech 1945-1948 znárodněny, byly pověřeny jinými úkoly a bohužel zůstalo jen u prototypu. Vozítko Lidovka (dochované do dneška), které by v hospodářsky fungujícím státě mělo naději na velkosériovou výrobu, zůstalo pouze v prototypu. Zdeněk Pilát se svým vozítkem najezdil až do konce 80. let více než 70 tisíc kilometrů. Současný majitel jej několikrát vystavil na veteránských akcích např. v Soutěži elegance v Roztokách u Prahy v roce 2000. Předtím - ještě tvůrcem - byl vystaven v roce 1986 na výstavě ke 100 letům vzniku automobilu, která se konala v pražském Kongresovém centru.

## Tatraplán, tankový motor, pásový transportér
Po znárodnění a zrušení automobilové konstrukce v Jawě přešel do konstrukčního oddělení motorů v továrně Praga, kde se podílel na přípravě automobilu podle státního zadání tzv. Československého projektu, důvěrně označovaného jako Nároďák. Motor pro tento automobil připravovala Praga, podvozek bývalý Walter a karoserii navrhl Rudý Letov. Projektovaný automobil se čtyřválcovým celohliníkovým motorem s protilehlými válci, s pohonem předních kol a prodlouženou karosérii oproti Minoru II připravovaly Letecké závody n.p., kam všechny uvedené podniky tehdy patřily.

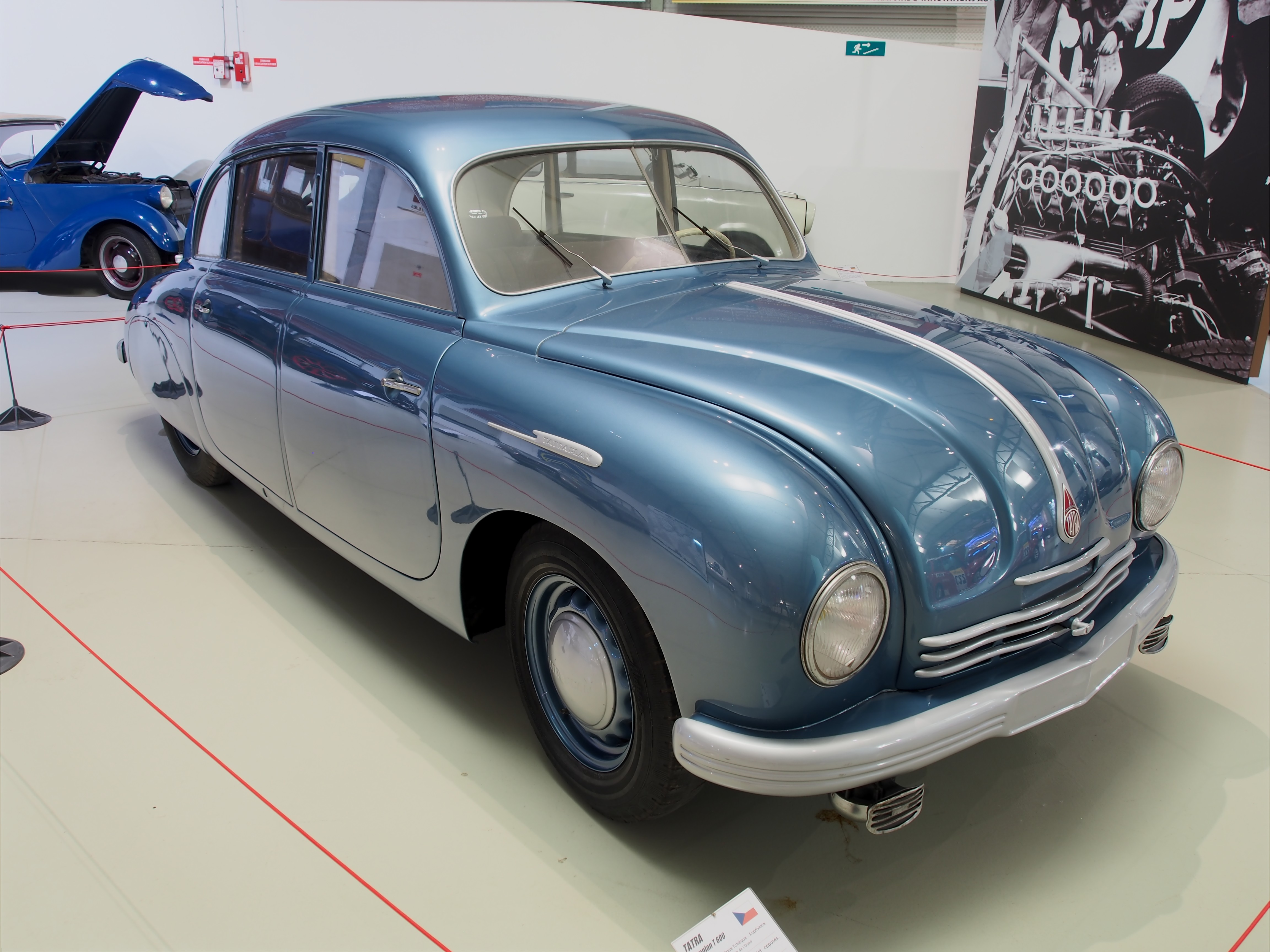
Tatra T 600 Tatraplan (1951), Musée des 24 Heures du Mans (2017)

Od ledna 1946 pracoval Z. Pilát v Tatře Kopřivnice. Dokonce pracoval krátce na předprojektu Tatraplanu T 600 jako vedoucí konstrukční kanceláře osobních automobilů. Jeho nový patentovaný koncept s motorem vzadu nad hnanou nápravou použila Tatra později u Tatry 613 (podle jeho patentu č. 125895: Hnací náprava vozidel s příčným vedením kol z roku 1968).

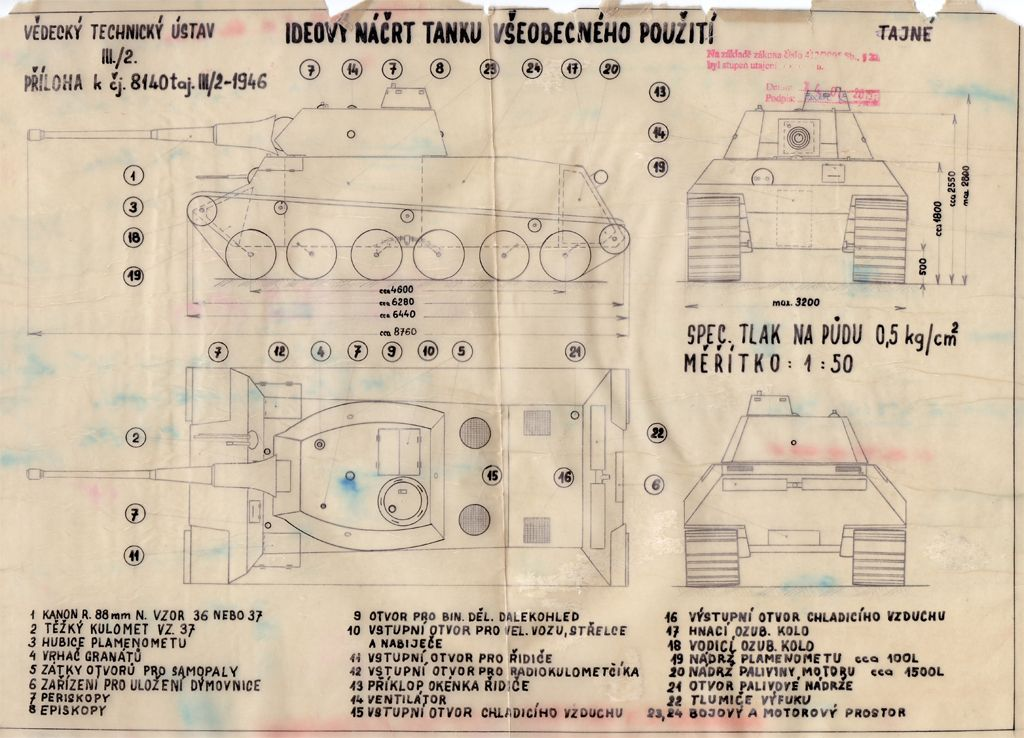
Ideový náčrt Tanku všeobecného použití (1946)

V ČKD Sokolovo zadal v roce 1947 stavbu tehdy nejsilnějšího vzduchem chlazeného tankového motoru na světě s výkonem 736 kW/téměř 1 000 k pro projekt TVP (Tank všeobecného použití). Touto pohonnou jednotkou byl vyvíjený dieselový motor Škoda 16AH145. Technicky pozoruhodný byl v několika směrech. Jednalo se o 16válcový naftový motor do H o obsahu 42500 cm³ (podle jeho patentu č. 81349). Dával by plný výkon 750 koňských sil a v zdokonalené verzi 16AHK145 dokonce 1 000 koňských sil, dovolující na silnici vyvinutí rychlosti až 50 kilometrů v hodině. Na poradě velitelství československého tankového vojska 27. února 1950 po technickém srovnání s tankem T-34/85 byla schválena konečná verze projektu TVP. Kanon ráže 100 mm byl schopen na vzdálenost 1000 m prorazit 140 mm pancíř sklopený pod úhlem 60 stupňů a vozidlo mělo mít lepší manévrovací schopnosti než T-34/85, což bylo dáno motorem AHK/AXK o výkonu 1000 koní a také lepším odpružením. Hrobníky tohoto projektu byli nakonec nejvyšší státní představitelé, když rozhodnutím vlády o unifikaci výzbroje československé armády se sovětskou z listopadu 1949 byl československý vývoj tanků zastaven a jako základní typ byl přijat licenční T-34/85. V březnu 1950 se konala schůze vývojových pracovníků, na které bylo oznámeno rozhodnutí ministra obrany o zastavení vývoje T-50/51. Nedostatečné výrobní kapacity a politický tlak ze strany SSSR způsobily, že projekt byl v říjnu 1950 zcela opuštěn.
V Ústavu pro výzkum motorových vozidel (ÚVMV) projektoval koncem 50. let trakční spalovací turbínu pro vojenský pásový transportér. Koncepčně se jednalo o turbohřídelový motor na bázi prvních generací turbínových motorů s přenosem kroutícího momentu na hnací hřídele pásových kol.
Je také držitelem patentu na konstrukci kulometu velkého kalibru a dalších 15 československých patentů, které eviduje Úřad průmyslového vlastnictví v Praze a jejichž přihlašovatel/majitel byl Zdeněk Pilát.

## VZLÚ a Letecké opravny Malešice
Pilát se ještě angažoval v oddělení Leteckých pístových motorů ve Výzkumném a zkušebním leteckém ústavu (VZLÚ) na studii pístových motorů XM-1 a XM-2 pro výcvikový komplex nových letounů na základě tehdejšího zadání Svazarmu. V té době byl již v důchodu, ale zapojil se do konzultací a do diskuzí o možnostech dalšího vývoje těchto motorů nezávisle s dalšími renomovanými konstruktéry — Ing. Václavem Kačírkem (turbovrtulový Walter M-601) a Ing. Bohuslavem Šimůnkem (pístové Walter Minor 4-III a Minor 6-III vč. jejich následovníků), kteří v té době byli též v důchodu. Za studii letounu L-19 Kantor byli její autoři oceněni na Zenitu 84 zlatou medailí a za studii motoru XM-1 pro letoun Z-52 byl na Zenitu 86 oceněn zlatou medailí Ing. Jiří Vyčítal s kolektivem mladých vývojových pracovníků n. p. Motorlet.
Počátkem 90. let (1990-1993), když byla do Leteckých opraven Malešice (LOM Praha) přemístěna výroba pístových motorů, dokončil Pilát návrh pístového motor Libella 2 ve dvou verzích, bez a s reduktorem. Na tomto motoru uplatnil Pilát 3 svoje patenty (č. 258767, č. 276464-5). Plochý letecký motor s rozvodem OHV a čelním reduktorem však existoval pouze v maketě 1:1, ta je uložena v Leteckých opravnách Malešice. Do výroby se tento motor nedostal. Výkresy studie motoru Libella 2 vznikaly již někdy kolem roku 1984/85 ze spolupráce Zdeňka Piláta s Ing. Jiřím Vyčítalem (pozdější konstruktér leteckého pístového motoru Walter M-202 a letounu Aero Ae 270 Ibis). Zdeněk Pilát v malešické letecké továrně navrhoval téměř až do své smrti nové typy pístových motorů pro sportovní a akrobatická letadla.

## Publikační činnost a patenty
- Patent č. 81349: Českomoravská-Kolben-Daněk, akc. spol. a Zdeněk Pilát, Praha. – Vzduchem chlazený spalovací motor se čtyřmi řadami válců postavenými do tvaru H (1951)
- Patent č. 83450: Ing. Jiří Judl, Zdeněk Pilát – Uspořádání pomocného soustrojí u vzduchem chlazených spalovacích motorů (1955)
- Patent č. 88620: Zdeněk Pilát, ing. Eduard Domanský, Václav Novotný – Zařízení k připevnění hlavy k válci spalovacích motorů (1959)
- Patent č. 92135: Zdeněk Pilát – Dvoudobý naftový motor s válci do „V" a uspořádaný pro chlazení vodou nebo vzduchem (1959)
- Patent č. 101144: Zdeněk Pilát – Čtyřventilový rozvod s visutými ventily ve hlavě válce spalovacího motoru (1961)
- Patent č. 125895: Zdeněk Pilát – Hnací náprava vozidel s příčným vedením kol (1968)
- Patent č. 147375: Zdeněk Pilát – Rozvodovka dělené zadní nápravy, sdružená s převodovkou a spojkou (1973)
- Patent č. 148655: Zdeněk Pilát – Zařízení pro zvyšování krouticího momentu pístových spalovacích motorů, zvláště pro pohon motorových vozidel (1973)
- Patent č. 153649: Zdeněk Pilát – Pneumatická zapínací spojka, zvláště pro chladicí ventilátory vozidlových spalovacích motorů (1974)
- Patent č. 154703: Zdeněk Pilát – Čtyřventilový rozvod spalovacích motorů (1974)
- Patent č. 163423: Zdeněk Pilát – Hydraulický posilovač, zejména posilovač řízení pro motorová vozidla (1976)
- Patent č. 258767: Zdeněk Pilát – Plochý letecký motor s rozvodem OHV a čelním reduktorem (1992)
- Patent č. 276464: Letecké opravny Malešice, Zdeněk Pilát CSc. – Reduktor s čelními ozubenými koly (1993)
- Patent č. 276465: Letecké opravny Malešice, Zdeněk Pilát CSc. – Reduktor s čelními ozubenými koly se šikmým ozubením (1993)
- Patent č. 277217: Zdeněk Pilát CSc. – Letecký dvouválcový plochý vzduchem chlazený motor s dvouventilovým rozvodem (1995)
- PILÁT, Zdeněk: K vyšším rychlostem letadel. Auto, Roč. 28 (1946), č. 10 (říjen), s. 198-200[28]
- PILÁT, Zdeněk. Naše letecké motory. Letectví + kosmonautika. Roč. LX, čís. 5–10. ISSN 0024-1156.